# Gyrocoupole-rotonde décagonale allongée
En géométrie, la gyrocoupole-rotonde décagonale allongée est un des solides de Johnson (J41). Comme son nom l'indique, il peut être construit en allongeant une gyrocoupole-rotonde décagonale (J33) en insérant un prisme décagonal entre ses moitiés congruentes. Si on opère une rotation de 36 degrés sur la coupole décagonale (J5) ou sur la rotonde décagonale (J6) avant d'insérer le prisme, on obtient une orthocoupole-rotonde décagonale allongée  (J40).
Les 92 solides de Johnson ont été nommés et décrits par Norman Johnson en 1966.